# كأس السوبر الألباني 2014
بطولة كأس السوبر الألباني 2014 هي النسخة الحادية والعشرون من بطولة كأس السوبر الألباني ، لعب يوم 17 أغسطس 2014 في الاستاد الوطني بتيرانا ، بين فريق سكندربيو كورتشه الفائز بالدوري وفريق فلامورتاري فلوري الفائز بكأس ألبانيا. وقد انتهت المباراة بفوز سكندربيو كورتشه بالمباراة بنتيجة 1–0 ليحصد لقبه الثاني على التوالي والثاني في تاريخ البطولة.

## التفاصيل
| سكندربيو كورتشه | 1–0 | فلامورتاري فلوري |
| --------------- | --- | ---------------- |
| نيماغا 53'      |     |                  |

| الحكام المساعدون: ريديجير تشوكاي رييدي أفدو الحكم الرابع: إليير | قوانين المباراة - 90 دقيقة. - 30 دقيقة من الوقت الإضافي إذا لزم الأمر. - ركلات جزاء ترجيحية إذا استمرت النتيجة متعادلة. |